# Karl Lachner (Ingenieur)
Karl Lachner (auch: Carl Lachner; * 10. April 1841 in München; † 22. Mai 1926 in Hannover) war ein deutscher Bauwissenschaftler, Ingenieur, Kunstgewerbler, Schulleiter sowie Schul- und Regierungsrat. Er publizierte insbesondere über die Holzarchitektur Deutschlands.

## Leben
Der noch zur Zeit des Königreichs Bayern 1841 in München geborene Carl Lachner studierte an der Technischen Hochschule seiner Heimatstadt. Nach der Reichsgründung nahm er 1876 eine Stelle als Lehrer für Bauwissenschaft an der Höheren Gewerbeschule in Hildesheim an. 1880 wurde er als Direktor der Hildesheimer Handwerkerschule angestellt und wurde in dieser Funktion ein Förderer des Hildesheimer Kunstmalers Carl Saeger.
In den 1880er Jahren verfasste Lachner wichtige Werke über die Holzarchitektur Deutschlands und speziell die der Stadt Hildesheim.
Von 1888 bis 1899 wirkte Lachner als Direktor der Kunstgewerbeschule zu Hannover. Anschließend wirkte er bis 1905 in Berlin als Regierungs- und Gewerbeschulrat im Handelsministerium. Schließlich kehrte er nach Niedersachsen zurück und lebte im ersten Viertel des 20. Jahrhunderts in Braunschweig und Hannover.

## Schriften (Auswahl)
- Die Holzarchitektur Hildesheims. Borgemeyer, Hildesheim 1882.

- Geschichte der Holzbaukunst in Deutschland. Ein Versuch, mit einer Einführung in das Werk von Manfred Gerner, Reprint der Ausgabe Leipzig, Seemann, 1885 und 1887
  - Hannover: Edition Libri Rari Schäfer, 1983, ISBN 978-3-88746-068-6 und ISBN 3-88746-068-5; Inhaltsverzeichnis
    - Teil 1: Der norddeutsche Holzbau in seiner historischen Entwickelung
    - Teil 2: Der süddeutsche Ständerbau und der Blockbau

  - Reprint der Original-Ausgabe Leipzig, Seemann, 1887, Holzminden: Reprint-Verlag Leipzig, [1996?], ISBN 978-3-8262-1202-4 und ISBN 3-8262-1202-9
- Lehrhefte für den Fachunterricht an gewerblichen Fortbildungs-, Berufs- und Fachschulen, Leipzig: Seemann & Co.;
  - Serie A: Fachzeichnen,
    - Heft 2.5., hrsg. von M. Schramm: Elektriker, 2. Auflage, 1924
    - Heft 5 [eigentlich: 2], 11: Gärtner, bearb. von H. Holm, 1924
    - Heft 3, 7: Korbmacher,  Teil 1, von F. Lehner, 1. Auflage, 1924

  - Serie B:
    - Heft 4, 1 a: Maler (Unterstufe), 1925
    - Heft 5, 1: Der Gärtner, Bearb. v. H. Holm, 1925